# Dresdner Barockorchester
Das Dresdner Barockorchester ist ein 1991 gegründetes Kammerorchester aus Dresden, welches sich einer historisch informierten und zeitgemäß-lebendigen Interpretation verpflichtet fühlt.

## Geschichte
Dresden war im 17. und 18. Jahrhundert ein prächtiges und machtvolles Zentrum für Kunst und Kultur, die Kapelle des Dresdner Hofes ein Orchester, dessen außerordentliche Vorzüge in ganz Europa berühmt waren. Komponisten wie Johann David Heinichen, Johann Adolph Hasse und Jan Dismas Zelenka wirkten hier, aber auch viele Musiker unbekannten Namens, unter deren Werken immer wieder überraschende Schätze zutage kommen.
Die mittlerweile weithin bekannte Sammlung „Schranck No: II“ mit ihren mehr als 1800 Quellen vor allem aus dem Nachlass von Johann Georg Pisendel, Konzertmeister der Hofkapelle, demonstriert in beeindruckender Weise das internationale Instrumentalrepertoire der Hofkapelle in der ersten Hälfte des 18. Jahrhunderts. Dieser umfangreichen Sammlung wieder Gehör zu verschaffen und dabei als Ensemble an der Vielseitigkeit musikalischen Ausdrucks und anspruchsvoller Spieltechnik zu wachsen, ist eine große Leidenschaft des Dresdner Barockorchesters.
Gegründet wurde das Orchester im Jahr 1991 von Absolventen der Hochschule für Musik Carl Maria von Weber Dresden. Das Repertoire umfasst die Zeit des Barock, wobei ein besonderes Augenmerk auf Komponisten aus der Region, wie Bach, Hasse, Heinichen und Homilius gelegt wird. Auch Werke weniger bekannter Komponisten, besonders aus Dresden, bringt das Dresdner Barockorchester zu Gehör.
Schnell nahmen die Musiker einen festen Platz in der Dresdner Musikszene ein. Schon länger besteht eine Zusammenarbeit mit verschiedenen Ensembles, wie dem Dresdner Kammerchor und dem Dresdner Kreuzchor. Tourneen führten das Orchester durch die wichtigen Musikzentren Deutschlands und auch nach Niederlande, Japan, Österreich und Spanien.
Neben der Konzerttätigkeit ist das Orchester auch durch Aufnahmen bei namhaften Labels in Erscheinung getreten.

## Diskografie (Auswahl)
- Concerti per Organo – Organ Concertos of the 18th Century at the Silbermann Organ Crostau. Lucas Pohle, Rondeau Production 2019[1]
- Denn Silbermann wird aus dem Werck erkennt. Lucas Pohle, Britta Schwarz, Luise Haugk. Rondeau Production 2018[2]
- Meister der Dresdner Kirchenmusik. Musik von Schütz, Ristori, Homilius, Zelenka, u. a. Carus  2018
- Gottfried August Homilius: Passionen. Carus  2018
- Musik aus der Frauenkirche. Musik von Bach, Händel, Hasse, u. a. Carus  2017
- Johann David Heinichen: Messen. Carus  2015
- Heinrich Schütz: Symphoniae Sacrae III SWV 398-418. (Schütz-Edition Vol.12) Carus  2015
- Gloria Dresdensis – Orchesterwerke aus Dresden. Musik von Hasse, Pisendel, Caldara, Fasch, u. a. CPO  2014
- Gottfried August Homilius: Musik an der Dresdner Frauenkirche. Carus  2014
- Heinrich Schütz: Gesamteinspielung. (Schütz-Edition) Carus  2012
- Heinrich Schütz: Psalmen Davids SWV 22-47. (Schütz-Edition Vol.08) Carus  2012
- Georg Friedrich Händel: Saul: Oratorium in drei Akten HWV 53. Carus  2008
- Georg Friedrich Händel: Jephtha: Oratorium in drei Akten HWV 70. Carus  2008
- Gottfried August Homilius: Johannespassion. Carus  2007
- Gottfried August Homilius: Kantaten für die Dresdner Frauenkirche. Carus  2005
- Johann Adolf Hasse: Requiem in Es-Dur, Miserere in d-Moll. Carus  2005
- Johann Sebastian Bach: Weihnachtsoratorium BWV 248, I – III. Raumklang  2005
- Georg Philipp Telemann: Matthäuspassion 1750 TWV 5:35. Raumklang  2002
- Johann David Heinichen: Missa Nr. 11 in D. Carus 2002
- Johann David Heinichen: Missa Nr. 12 in D. Carus  2001
- Johann David Heinichen: Missa Nr. 9 in D. Carus  2000
- Geistliche Musik am sächsisch-polnischen Hof. Hasse: Miserere C-Moll, Zelenka: Missa Dei Filii  Raumklang  1999